# Championnat américain de course automobile 1935
Navigation
1934 1936
Le Championnat américain de course automobile 1935 est la 18e édition du championnat de monoplace nord-américain et s'est déroulé du 30 mai au 13 octobre sur 6 épreuves. Ce championnat est organisé par l'Association américaine des automobilistes (AAA).

## Calendrier
| no | Date        | Course                   | Circuit                       | Lieu                    | Type  | Pole Position | Vainqueur     |
| -- | ----------- | ------------------------ | ----------------------------- | ----------------------- | ----- | ------------- | ------------- |
| 1  | 30 mai      | 500 miles d'Indianapolis | Indianapolis Motor Speedway   | Speedway, Indiana       | Brick | Rex Mays      | Kelly Petillo |
| 2  | 4 juillet   | Saint Paul 100           | Minnesota State Fair Speedway | Saint Paul, Minnesota   | Dirt  | Deacon Litz   | Kelly Petillo |
| 3  | 24 août     | Springfield 100          | Illinois State Fairgrounds    | Springfield, Illinois   | Dirt  | Kelly Petillo | Billy Winn    |
| 4  | 2 septembre | Syracuse 100             | New York State Fairgrounds    | Syracuse, New York      | Dirt  | Billy Winn    | Billy Winn    |
| 5  | 7 septembre | Altoona 100              | Altoona Speedway              | Tyrone, Pennsylvanie    | Dirt  | Floyd Roberts | Louis Meyer   |
| 6  | 13 octobre  | Langhorne 100            | Langhorne Speedway            | Langhorne, Pennsylvanie | Dirt  | Billy Winn    | Kelly Petillo |

## Classement
| Pos.     | Pilote        | Voiture               | Points |
| -------- | ------------- | --------------------- | ------ |
| Champion | Kelly Petillo | Wetteroth-Offenhauser | 890    |
| 2e       | Bill Cummings | Miller                | 630    |
| 3e       | Wilbur Shaw   | Shaw-Offenhauser      | 550    |
| 4e       | Floyd Roberts | Miller                | 510    |
| 5e       | Billy Winn    |                       | 408.7  |

## Courses organisées par l'AAA ne comptant pas pour le championnat
| Date        | Course    | Circuit               | Lieu                 | Type | Pole Position | Vainqueur |
| ----------- | --------- | --------------------- | -------------------- | ---- | ------------- | --------- |
| 15 décembre | Ascot 125 | Legion Ascot Speedway | Alhambra, Californie | Dirt | Floyd Roberts | Rex Mays  |